# Lantana colombiana
Lantana colombiana là một loài thực vật có hoa trong họ Cỏ roi ngựa. Loài này được López-Pal. mô tả khoa học đầu tiên năm 1976.